# Liparis trichechus
Liparis trichechus är en orkidéart som beskrevs av Johannes Jacobus Smith. Liparis trichechus ingår i släktet gulyxnen, och familjen orkidéer. Inga underarter finns listade i Catalogue of Life.